# Les Planchettes
Les Planchettes és un municipi suís del cantó de Neuchâtel, situat al districte de La Chaux-de-Fonds.